# Taikai Uemoto
Taikai Uemoto (Ibusuki, 1 de junho de 1982) é um futebolista profissional japônes, defensor, milita no Kagoshima United FC.

## Carreira
Taikai Uemoto começou a carreira no Vegalta Sendai.